# غلوبيولين مناعي هـ

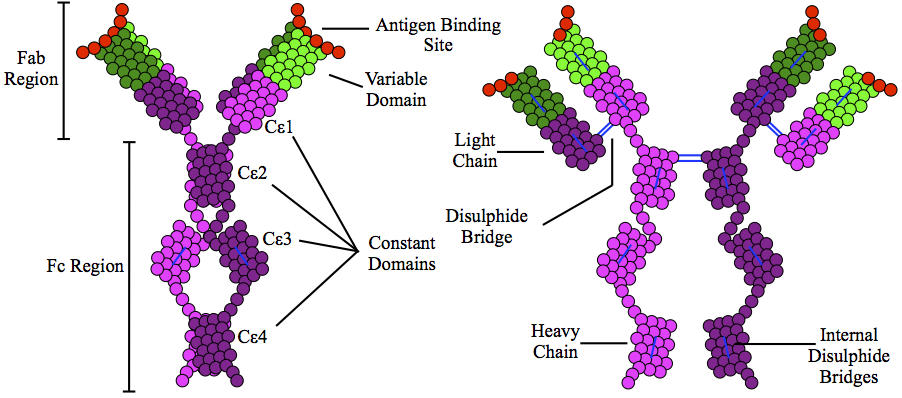
هيكل «الغلوبولين المناعي هـ»

الكريين المناعي هـ أو الغلوبولين المناعي هـ (IgE) اكتشف عام 1966، نسبته قليلة 0.004% وتركيزه في المصل 0.0003غ/ل كما أنه يتجدد كل يومين ويتدخل في التفاعلات الأرجية.